# Mills (Wyoming)
Mills és un poble del Comtat de Natrona a l'estat de Wyoming dels Estats Units d'Amèrica.

## Demografia
Segons el cens dels Estats Units del 2000 Mills tenia 2.591 habitants, 1.161 habitatges, i 700 famílies. La densitat de població era de 599 habitants/km².
Dels 1.161 habitatges en un 26,1% hi vivien nens de menys de 18 anys, en un 43,2% hi vivien parelles casades, en un 11,3% dones solteres, i en un 39,7% no eren unitats familiars. En el 31,4% dels habitatges hi vivien persones soles el 9,8% de les quals corresponia a persones de 65 anys o més que vivien soles. El nombre mitjà de persones vivint en cada habitatge era de 2,23 i el nombre mitjà de persones que vivien en cada família era de 2,75.
Per edats la població es repartia de la següent manera: un 22,5% tenia menys de 18 anys, un 10,8% entre 18 i 24, un 30,4% entre 25 i 44, un 22,5% de 45 a 60 i un 13,8% 65 anys o més.
L'edat mediana era de 38 anys. Per cada 100 dones de 18 o més anys hi havia 100,7 homes.
La renda mediana per habitatge era de 26.717 $ i la renda mediana per família de 33.105 $. Els homes tenien una renda mediana de 29.728 $ mentre que les dones 20.945 $. La renda per capita de la població era de 14.103 $. Entorn del 16,2% de les famílies i el 18,4% de la població estaven per davall del llindar de pobresa.

## Poblacions properes
El següent diagrama mostra les poblacions més properes.